# آمال عظيمة
توقعات عظيمة أو توقعات كبرى (بالإنجليزية: Great Expectations) هي رواية لتشارلز ديكنز نشرت لأول مرة مسلسلة بدأ من عام 1860 م، ثم نشرت كاملة في 1861 م. تعد من أحسن أعمال ديكنز وواحدة من أكثر رواياته شعبية، وجُسِّدَت على المسرح والشاشة أكثر من 250 مرة.
تتبع الرواية نمط الرواية التكوينية، حيث يتتبع الكاتب قصة رجل أو أمراة في سعيها للنضج، عادة من مرحلة الطفولة وحتى تبلغ أشدها. تتحدث الآمال الكبرى عن قصة بيب، الطفل اليتيم، من طفولته المبكرة وحتى بلوغه ومحاولته لإدراك النبل أثناء مسيرته تلك. وتجري أحداثها من عشية عيد الميلاد عام 1812 م، عندما كان بطل القصة في السابعة من عمره، وحتى شتاء 1840 م. ويمكن اعتبار الرواية قصة شبه ذاتية للكاتب، على غرار الكثير من أعماله، يستقي فيها من خبرته في الحياة ومع الناس.
نشرت الراوية لأول مرة مسلسلة في مجلة على مدار العام «All the Year Round» البريطانية من 1 ديسمبر 1860 إلى أغسطس 1861 م. وقد نُشر في كل مرة فصلين من القصة، وكان المؤلف يترك قرائه متشوقين لمعرفة ما سيأتي ولكنه في نفس الوقت يرضي فضوله. ونشرت الرواية كاملة لأول مرة في يوليو 1861 م.

## الحبكة الدرامية
تبدأ الرواية بزيارة ” بيب ” بطل الرواية إلي قبر ابويه ويقابل سجين هارب ويطلب منه أن يحضر له في اليوم التالي بعض الطعام ومبرد حديدي؛ وبالفعل يحضر ” بيب ” المطلوب منه ويلجأ لسرقة الطعام من بيت اخته التي كان يسكن معها وزوجها ” جون”.
يحصل ” بيب” علي دعوة من الآنسة “هافيشام” للعب في بيتها، والتي عُرفت بأطوارها الغريبة. كانت ترتدي ثياب العرس بالرغم من إنها عجوز طاعنة في السن وكان لهذا سبب واضح من إنها تم الغدر بها من شخص وعدها بالزواج وخلي بها لذا صارت حزينة واحتفظت بكل مراسم العرس من ثياب حتي الساعة توقفت عند الساعة التي أعلن فيها تركها بعد أن استولي علي أموالها. تعرف علي ” استلا” والتي كانت في نفس سنه الصغير ولكنها كانت مغرورة ومتعجرفة وفيما بعد تبين أن ” استلا” قد تبنتها السيدة ” هافيشام” لتسليها في وحدتها.
كانت أكبر أمنية لـ ” بيب” حينها هو أن يعمل صبي حداد في ورشة ” جو ” – زوج اخته –وبالفعل تم تحقيق الحلم، ولكن ” بيب” الصغير لم يشعر بالسعادة قط من هذه المهنة. فقد شعر من معاملة “استلا” له إنه من الطبقة العامة التي لا تجيد التعامل اللبق مع الغير. شعر ” بيب” حينها أن حصوله علي مهنة صبي حداد في ورشة ليست هي الغاية. كان ” بيب” يجيد القليل من القرائة والكتابة.
جاءت الفرصة لـ ” بيب” علي طبق من فضة فقد تبرع إحد المحسنين لكي يصبح ” بيب” – جنتلمان- وحصل علي مبلغ من المال ليسافر إلي لندن ليتعلم هناك وبالفعل تعلم واصبح رجل له مكانه ولكن تأتي الرياح بما لا تشتهي السفن فقد احب ” بيب” ” استلا” ولكن لم تكن هي تبادله نفس الشعور وعاش في وهم أن الانسة ” هافيشام” هي المحسن الحقيقي الذي صرفت عليه لكي يتعلم ويصبح – جنتلمان – ولكن انكشفت الحقيقة أن المحسن الحقيقي هو ذاك الرجل – السجين الهارب- الذي قدم له يوماً ما..الطعام والمبرد الحديدي لكي يبرد الاغلال عن يده وما كان منه إلا أن يرد الجميل لهذا الصبي – بيب- الصغير.
تدور الأحداث ويعرف ” بيب” أن السجين الهارب هذا هو نفسه والد ” استلا” وأن أمها تعمل خادمة عند المحامي الذي كان الوسيط بينه وبين والداها الذي قدم له العون في استكمال تعليمة ولكن ” استلا” عاشت طيلة حياتها تجهل امها وابيها. اتهمت ام ” استلا” بالقتل فقد قتلت عشيقة والداها ودخلت والسجن وحكم عليها بالبرائة وعملت عند المحامي الذي ترافع عنها.
مات الرجل المحسن علي ” بيب ” والذي كان يدعي ” ماجويتش” بعد صراع للهرب بمعاونة ” بيب” واصدقائه ولكن تفشل خطة الهروب فشل ذريع ويلقي حتفه في مستشفي السجن.
تتزوج ” استلا” من رجل غني ولكنها تحيا حياة بائسة وتتزوج للمرة الثانية ولكنها لا تنعم بالسعادة برغم الثراء التي تتمتع به وفي نهاية المطاف يقابل ” بيب” ” استلا” بالصدفة بعد سنوات كثيرة في بيت العجوز- هافيشام- التي رحلت متأثرة بحروقها وآلت كل الثروة من بعدها لـ ” استلا”.
شعرت ” استلا” بالآســـي والحزن وفوات العمر دون فائدة فقد ضيعت حب ” بيب” الصادق وكانت ضحية تلك العجوز التي حولتها لصاحبة قلب بارد كي تنتقم من كل الرجال بسبب هذا الرجل الذي تركها في يوم عرسها.

## الترجمة إلى العربية
ظهرت عدة ترجمات للرواية غالبا ما اختلفت في تعريبها للعنوان. فقد نشرت ترجمة الرواية تحت عنواين: الآمال الكبيرة (دار أسامة 1991، ودار ومكتبة الهلال، والمكتبة الحديثة للطباعة والنشر)، والآمال الكبرى (دار الأسرة 2001، الهيئة المصرية العامة للكتاب 1993)، وآمال عظيمة (الأهلية للنشر والتوزيع 2005).

## وصلات خارجية
- آمال عظيمة على موقع الموسوعة البريطانية (الإنجليزية)

- الآمال الكبرى، نشر الهيئة المصرية العامة للكتاب.

## اقرأ أيضا
- تشارلز ديكنز
- أوليفر تويست
- أفضل 100 كتاب في كل العصور